# Pokret slobodnih programa
Pokret slobodnih programa (engl. Free Software Movement) je društveni pokret kojem je u cilju očuvati prava korisnika u pristupu i modificiranju programa. Filozofija pokreta je zamjena programa koji imaju ograničenja i zabrane potpuno slobodnim programima s konačnim ciljem „oslobađanja“ cijelog cyber svemira. Članovi pokreta vjeruju da je nemoralno da netko zarađuje na tome i da ograničava ljudsku slobodu zabranama i restrikcijama.

## Kratka povijest
Pokret započinje u 70-im godinama prošlog stoljeća pod okriljem tadašnje „hackerske“ kulture. Osoba koja je najzaslužnija za to je Richard Stallman, (16. travnja 1953.) američki aktivist, hacker i informatičar, i njegov GNU projekt koji je pokrenuo u 1983. iz kojeg se razvio GNU operacijski sustav koji razvija slobodne programe. Stallman je osnovao i Zakladu slobodnih programa (Free Software Foundation), neprofitnu organizaciju čiji je cilj potpomaganje Pokreta slobodnih programa. Neke kompanije uključene u pokret se odvajaju radi različitih stavova. Zbog toga u 1998. Eric Raymond i Bruce Perens osnivaju Inicijativu otvorenog pokreta.

## Uspjesi pokreta
Pokret slobodnih programa je, zahvaljujući svom radu, javnim tribinama, akcijama osvještavanja, buđenjem svjesti javnosti i sličnim aktivnostima doveo do nekih značajnih promjena. Najpoznatije takve promjene su se dogodile u Venezueli kad je vlada uvela zakon kojima se sve državne admistracije i agencije moraju prebaciti na slobodne programe. Sličan zakon donesen je u Republici Peruu , za koji najviše zasluga ide Jacquesu Rodrichu Ackermanu i Dr. Edgaru Davidu Villanuevi, taj zakon se naziva Zakon 1609. U SAD-u su uloženi veliki napori za izglašavanje sličnog zakona, ali još nije bilo konkretnih promjena.

## Mjerenje napretka
Ohloh, web servis koji prati i mjeri napredak i produktivnost pokreta, je osnovan u 2004., a pokrenut tek u 2006. pritom na uvid dajući detaljne kvantitativne i metričke analize. Ohloh, su osnovali bivši Microsoftovi menadžeri Jason Allen i Scott Collison. Ovaj web servis do travnja ove godine je pratio 12 820 projekata.

## Razlika u nazivlju
Česta greška na engleskom govornom području, ali i u prijevodima, je miješanje značenja riječi "free". Ona može stajati za besplatno, ali i za slobodno. Na engleskom jeziku se to objašnjava s izrekom: "Free as in freedom, not as in free beer." (Slobodno kao sloboda, a ne besplatno kao pivo.)